# Lepidobotryaceae
Lepidobotryaceae är en familj av tvåhjärtbladiga växter. Lepidobotryaceae ingår i ordningen Celastrales, klassen Magnoliopsida, fylumet kärlväxter och riket Plantae. Enligt Catalogue of Life omfattar familjen Lepidobotryaceae 2 arter. 
Kladogram enligt Catalogue of Life:
| Lepidobotryaceae | \| \| Lepidobotrys \| \| \| \| \| \| Ruptiliocarpon \| \| \| \| |
|                  | \| \| Lepidobotrys \| \| \| \| \| \| Ruptiliocarpon \| \| \| \| |
|                  | Celastraceae                                                    |
|                  |                                                                 |
|                  | Lepidobotrys                                                    |
|                  |                                                                 |
|                  | Ruptiliocarpon                                                  |
|                  |                                                                 |

|  | Lepidobotrys   |
|  |                |
|  | Ruptiliocarpon |
|  |                |